# Sussex County (Delaware)
Sussex County is een county in de Amerikaanse staat Delaware.
De county heeft een landoppervlakte van 2.428 km² en telt 156.638 inwoners (volkstelling 2000). De hoofdplaats is Georgetown.

## Bevolkingsontwikkeling

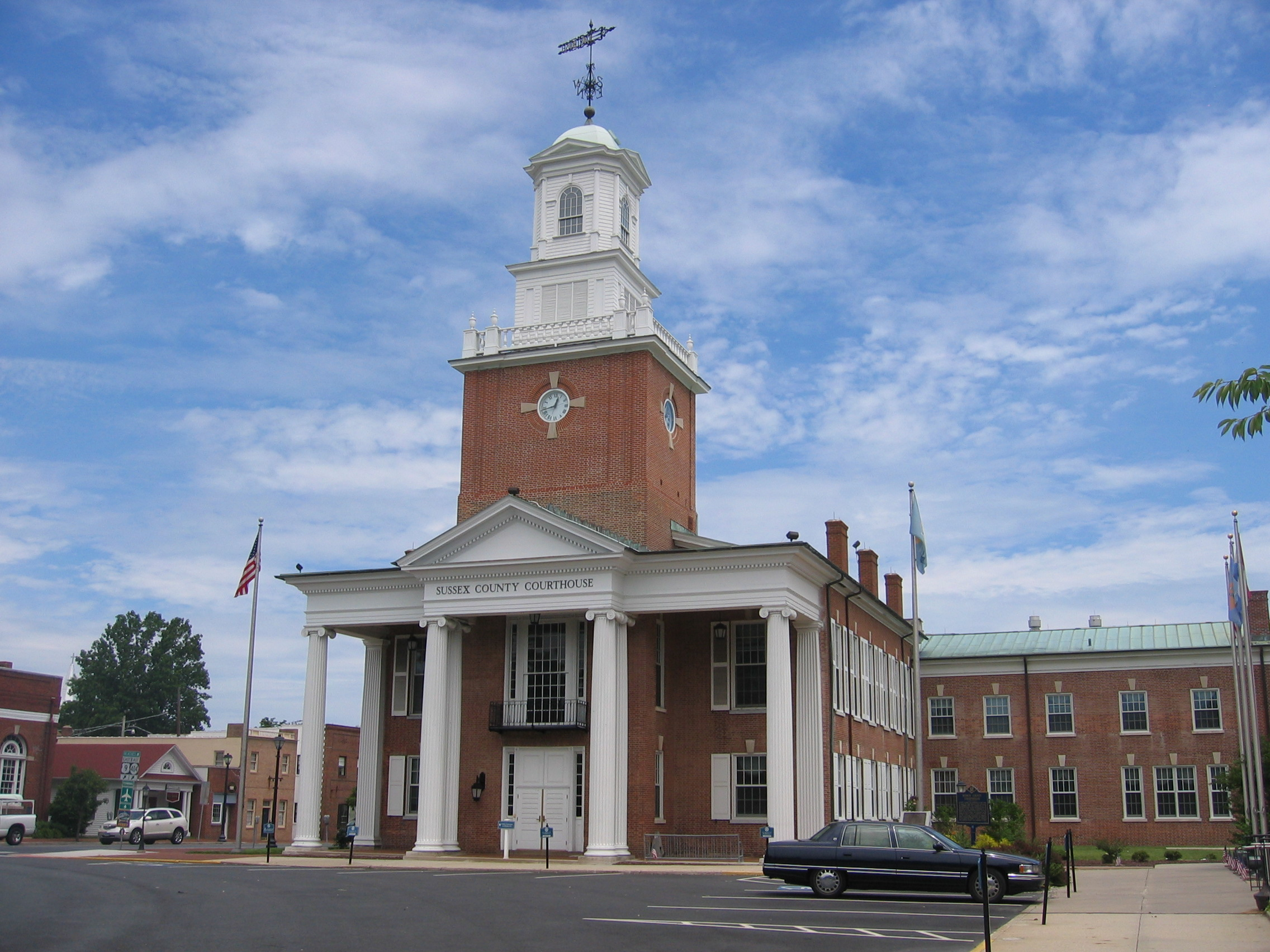
Sussex County Courthouse